# Rodrigo Rivero
Rodrigo Rivero Fernández (n. Colonia del Sacramento, Uruguay, 27 de diciembre de 1995) es un futbolista uruguayo. Juega de mediocampista y su equipo actual es Montevideo Wanderers de la Primera División de Uruguay.

## Clubes
Actualizado al último partido jugado el 9 de noviembre de 2024.
| Club                 | País                | Año                 | Partidos | Goles |
| -------------------- | ------------------- | ------------------- | -------- | ----- |
| Montevideo Wanderers | Uruguay             | 2015-2018           | 91       | 11    |
| Libertad             | Paraguay            | 2019-2021           | 33       | 1     |
| Montevideo Wanderers | Uruguay             | 2021                | 16       | 2     |
| Liverpool            | Uruguay             | 2022-2023           | 61       | 5     |
| Emelec               | Ecuador             | 2024                | 17       | 2     |
| Montevideo Wanderers | Uruguay             | 2025-act.           | 0        | 0     |
| Total en su carrera  | Total en su carrera | Total en su carrera | 218      | 21    |

## Palmarés

### Campeonatos nacionales
| Título                      | Club      | País     | Año  |
| --------------------------- | --------- | -------- | ---- |
| Copa Paraguay               | Libertad  | Paraguay | 2019 |
| Supercopa Uruguaya          | Liverpool | Uruguay  | 2023 |
| Primera División de Uruguay | Liverpool | Uruguay  | 2023 |